# Bivši vojni objekti u Bjelovaru
Popis bivših vojnih objekata u Bjelovaru:
- Velika vojarna/Vojarna Centar/Dom JNA – današnja gradska uprava
- Vojarna Filipović – srušena, danas se ovdje nalazi Franjevačko naselje
- Skladište tenkova Logor – srušeno, danas se ovdje nalazi Gradski stadion Bjelovar
- Radarska postaja "Plavci" – srušena, na ovom mjestu u planu je izgradnja crkva Gospe Lurdske u Zvijercima
- Skladište oružja "Barutana" u šumi Bedenik – eksplodiralo tijekom bitke za vojarnu, danas Spomen-područje Barutana
- Stan potpukovnika Đurđevačke pukovnije – danas zgrada Veleučilišta u Bjelovaru
- Stan pukovnika Križevačke pukovnije – danas zgrada Narodne knjižnice "Petar Preradović" Bjelovar
- Vojna bolnica  – srušena, danas zgrada Elektre[1]
- Trg Eugena Kvaternika 13 – Kasarna Križevačke pukovnije
- Ul. Antuna Branka Šimića 17 – Bivša Husarska kasarna
- Ul. Ivana Viteza Trnskog 10 – zgrada "Regiments Chirurgis", nekadašnja regimentska kirurgija
- Ul. Andrije Kačića Miošića 10 – zgrada "Bauhauptmans Quartier",
- Gradski obrambeni bedemi –  pretpostavljeni zemljani nasipi okruženim grabama s vanjske strane, srušeni početkom 19. stoljeća, danas ulice Matice hrvatske, dr. Ante Starčevića, šetalište dr. Ivše Lebovića, trg Stjepana Radića i trg hrvatskih branitelja.